# Кулин (чудовиште)
Кулин (енгл. Kooleen) је митолошко биће из митологије абориџинских народа. Ово биће наводно обитава у мочварама широм Аустралије.

## Опис кулина

### Опис кулина у митологији и народним предањима
У митологији кулин је велико биће које је боравило у мочварама. Према абориџинским легендама ово биће је нестала јер су се мочваре у којима је обитавало исушиле.

### Опис кулина из модерног доба

#### У креационизму
Према ријечима креациониста кулин је један од доказа да су људи живјели заједно са диносаурусима. Они га описују као биће налик на диносауруса из групе Сауропода. Ово биће је водоземни свеждер (храни се и биљкама и рибама). 